# Медаль Джона Скотта
Меда́ль Джона Ско́тта (англ. John Scott Medal) — нагорода за наукові та технічні досягнення, що вручається у США з 1822 року особам, чиї винаходи зробили внесок у «комфорт, добробут і щастя людства». Лауреати обираються Міською радою Філадельфії з кандидатів, яких у різні роки висували різні організації міста. З 1836 до 1919 року кандидатів пропонував Інститут Франкліна (м. Філадельфія). Приз включає у собі медаль з міді, сертифікат та грошову винагороду. Її лауреатами були відомі науковці, у тому числі 41 лауреат Нобелівської премії.

## Найвідоміші лауреати
Список лауреатів:
- 1856 — Вільям Шовене[en]
- 1858 — Джеймс Френсіс
- 1874 — Френк Стівен Болдвін[en], Джордж Вестінгауз
- 1875 — Крістофер Шоулз
- 1882 — Карл Роман Абт[en]
- 1883 — Pratt & Whitney
- 1886 — Pratt & Whitney
- 1887 — Фредерик Юджин Айвс[en]
- 1889 — Томас Алва Едісон, Еліу Томсон, Оттмар Мергенталер, Річард Лерч Меддокс[en]
- 1890 — Фредерик Юджин Айвс[en], Теофіл ван Каннель[en]
- 1891 — Еліу Томсон, Роберт Гадфілд, Оттмар Мергенталер
- 1892 — Ефраїм Шей[en]
- 1893 — Адольф Франк
- 1894 — Едвард Гудріч Ачесон
- 1895 — Чарлз Фредерік Кросс[en]
- 1897 — Еміль Берлінер
- 1898 — Джон Веслі Гаят, Андре Блондель
- 1900 — Вільям Белл Вейт[en], Чарлз Самнер Тейнтер
- 1901 — Едвард Гудріч Ачесон, Ральф Девенпорт Мершон[en],  Джон Генрі Паттерсон
- 1903 — Жорж Клод, Гаррі Вард Леонард[en]
- 1904 — Фредерик Юджин Айвз[en]
- 1905 — Джон Браунінг, Артур Венельт[en]
- 1906 — Фредерик Юджин Айвз[en]
- 1907 — Джеймс Альфред Евінг[en]
- 1908 — Роберт Вільямс Вуд
- 1910 — Лео Бакеланд
- 1913 — Чарлз Дженкінс (винахідник)[en]
- 1914 — Етвотер Кент[en],  Шарль-Едуар Гійом, Джессі Рено[en]
- 1916 — Карл Ейклі[en], Джон Дорр[en]
- 1920 — Хидей Ногучі, Кеннет Міс[en]
- 1921 —  Марія Склодовська-Кюрі
- 1922 — Реджинальд Фессенден, Томас Осборн[en]
- 1923 —  Фредерік Бантинг,  Джозеф Джон Томсон,  Френсіс Вільям Астон,  Христіан Ейкман, Елмер Макколлум[en], Артур Льюїс Дей[en]
- 1925 — Росс Гаррісон
- 1927 —  Френсіс Пейтон Раус,  Герберт Юджин Айвс[en]
- 1928 —  Герберт Еванс[en]
- 1929 — Томас Алва Едісон, Лі де Форест, Константін Левадіті
- 1931 —  Гульєльмо Марконі, Вілліс Керріер, Хуан де ла Сьєрва
- 1932 — Джозеф Слепян[en], Вільям Ле Рой Еммет
- 1933 —  Джордж Майнот, Френк Конрад
- 1934 — Нікола Тесла
- 1936 — Джеймс Юінг[en], Чарлз Кеттерінг
- 1937 —  Ірвінг Ленгмюр, Вільям Девід Кулідж
- 1938 —  Венделл Мередіт Стенлі, Едвін Герберт Ленд
- 1942 — Едвін Армстронг,  Роберт Раннелс Вільямс[en]
- 1943 — Волтер Едвард Денді[en], Веннівер Буш, Джон Гаранд
- 1944 —  Александер Флемінг
- 1945 —  Роберт Бернс Вудворд, Ернест Вільям Гудпасчер[en]
- 1946 — Дональд Вільям Керст[en]
- 1949 —  Зельман Ваксман
- 1951 — Рой Планкетт
- 1952 —  Гленн Теодор Сіборг,  Луїс Волтер Альварес
- 1953 — Юджин Гудрі[en], Джон Хейшам Гібон
- 1954 — Сікорський Ігор Іванович,  Джон Бардін,  Вінсент дю Віньо,  Волтер Гаузер Браттейн, Марвін Кемраз
- 1955 — Джесс Бімс[en]
- 1957 — Джонас Солк, Френк Віттл
- 1958 —  Ренато Дульбекко,  Арчер Джон Портер Мартін
- 1959 —  Карл Пауль Лінк[en], Джон Рэндалл, Гаррі Бут[en]
- 1960 —  Фредерік Калланд Вільямс[en], Воллес Коултер[en]
- 1961 — Джон Моклі, Джон Преспер Екерт, Едвард Ніплінг[en]
- 1963 —  Чарлз Гард Таунс,  Джуліо Натта, Олівер Лоурі[en]
- 1964 — Честер Карлсон
- 1965 —  Говард Волтер Флорі
- 1966 — Жан Ерні[en]
- 1967 — Рол Моріс Золл[en],  Умберто Фернандес-Моран[en]
- 1968 — Крістофер Кокерелл
- 1969 — Крістофер Полдж[en], Алістер Пілкінктон[en]
- 1970 — Ервін Вільгельм Мюллер[de], Чарльз Ґінзбурґ
- 1971 — Джон Баттіскомб Ґанн, Чарльз Старк Дрейпер
- 1974 — Джон Пірс, Рудольф Компфнер[en], Джон Чарнлі
- 1975 — Нік Голоняк
- 1977 —  Годфрі Гаунсфілд
- 1978 — Брюс Эймс[en], Алан Волш[en]
- 1979 — Річард Бакмінстер Фуллер, Рене Фавалоро
- 1980 — Джон Лінвилл[en]
- 1981 —  Джеймс Вайт Блек
- 1982 — Лео Стернбах[en], Джек Фішман[en]
- 1983 — Гордон Гулд, Віллем Йохан Колфф[en]
- 1984 —  Сезар Мільштейн,  Георг Келер, Гаррі Джордж Дрікеймер[en]
- 1986 — Юджин Гарфілд
- 1989 —  Алан Макдіармід,  Алан Гігер, Мартін Девід Кеймен[en]
- 1990 — Гіларі Копровскі[en], Орвілл Фогель[en]
- 1991 — Рут Міртл Патрік
- 1992 —  Кері Малліс, Бріттон Чанс
- 1993 —  Річард Смолі
- 1995 —  Джон Матер,  Баррі Джеймс Маршалл,  Джозеф Тейлор молодший
- 1996 — Джордж Гейлмеєр[en]
- 1997 — Франк Альберт Коттон, Ральф Брінстер[en]
- 1998 —  Барух Бламберг, Джуда Фолкман[en]
- 1999 — Бенуа Мандельброт, Альфред Кнудсон[en]
- 2000 — Едріан Бакс[en]
- 2001 —  Баррі Шарплесс, Вера Рубін
- 2002 —  Маріо Капеккі, Джозеф ДеСімоне[en]
- 2003 — Деніел Гант Джензен[en], Берт Фогельштейн
- 2004 — Томас Старзл[en], Баррі Трост[en]
- 2005 —  Сол Перлматтер, Джоанн Стабб
- 2008 — Сузан Соломон
- 2009 — Люсі Шапіро
- 2010 — Крістіан Ламбертсен[en], Вільям Ітон[en]
- 2011 — Девід Кухл[en], Дженні Глускер
- 2012 — Пол Стейнхардт[en], Джон Трояновскі[en], Вірджинія Лі[en]
- 2013 — Леслі Даттон[en], Н. Скотт Адзік[en]
- 2014 — Леонард Гейфлік, Сюзан Бенд Горовіц[en]
- 2015 — Мадлен Джоулі[en], Джон Пердью
- 2016 —  Емманюель Шарпантьє,  Дженніфер Даудна, Фен Чжан, Карл Джун[en]
- 2017 — Ружена Байчі, Варрен Евенс[en], Масатосі Неї
- 2018 — Джеймс Вест[en], Б'ярн Страуструп
- 2019 — Емілі Картер[en], Чарлз Кейн[en], Юджин Меле[en]
- 2020 — Майкл Кляйн[en], Вільям ДеҐрадо[en], Джин Беннетт[en]
- 2021 — Дрю Вайсман, Каталін Каріко[4].